# Efrén Vázquez
Pour les articles homonymes, voir Vasquez.
Efrén Vázquez (né le 2 septembre 1986 à Bilbao, Communauté autonome du Pays basque, Espagne) est un pilote d'essai Moto3 pour KTM. Il a participé au championnat du monde des catégories 250 cm3, 125 cm3, Moto3 et Moto2, ayant dépassé l'âge limite pour la catégorie Moto3. Il a commencé sa carrière professionnelle en 2007.

## Carrière en Championnat du monde

### Par saison
| Saison | Catégorie | Moto     | Courses | Victoires | Podiums | Pole | Pts | Position |
| ------ | --------- | -------- | ------- | --------- | ------- | ---- | --- | -------- |
| 2007   | 250 cm³   | Aprilia  | 10      | 0         | 0       | 0    | 1   | 29e      |
| 2008   | 125 cm³   | Aprilia  | 15      | 0         | 0       | 0    | 31  | 20e      |
| 2009   | 125 cm³   | Derbi    | 16      | 0         | 0       | 0    | 54  | 14e      |
| 2010   | 125 cm³   | Derbi    | 17      | 0         | 2       | 0    | 152 | 5e       |
| 2011   | 125 cm³   | Derbi    | 17      | 0         | 2       | 0    | 160 | 7e       |
| 2012   | Moto3     | FTR      | 16      | 0         | 0       | 0    | 93  | 10e      |
| 2013   | Moto3     | Mahindra | 15      | 0         | 0       | 0    | 82  | 9e       |
| 2014   | Moto3     | Honda    | 18      | 2         | 7       | 1    | 222 | 4e       |
| 2015   | Moto3     | Honda    | 18      | 0         | 5       | 0    | 155 | 8e       |
| 2016   | Moto2     | Suter    | 2       | 0         | 0       | 0    | 0   | 39e      |
| Total  |           |          | 144     | 2         | 16      | 1    | 950 |          |

### Course par saison
| Année | Classe  | Constructeur | 1      | 2       | 3      | 4       | 5       | 6       | 7      | 8       | 9       | 10      | 11     | 12      | 13      | 14      | 15      | 16      | 17      | 18      | Pos | Points |
| ----- | ------- | ------------ | ------ | ------- | ------ | ------- | ------- | ------- | ------ | ------- | ------- | ------- | ------ | ------- | ------- | ------- | ------- | ------- | ------- | ------- | --- | ------ |
| 2007  | 250 cm3 | Aprilia      | QAT    | SPA     | TUR    | CHN     | FRA     | ITA     | CAT    | GBR 16  | NED 18  | GER Ab. | CZE 15 | RSM 16  | POR Ab. | JPN Ab. | AUS Ab. | MAL Ab. | VAL 18  |         | 29e | 1      |
| 2008  | 125 cm3 | Aprilia      | QAT 9  | SPA Ret | POR 15 | CHN 10  | FRA Ab. | ITA 18  | CAT 16 | GBR DNS | NED Ab. | GER 15  | CZE 18 | RSM 11  | IND 20  | JPN 14  | AUS 11  | MAL DNS | VAL 12  |         | 20e | 31     |
| 2009  | 125 cm3 | Derbi        | QAT 17 | JPN 22  | SPA 5  | FRA 8   | ITA Ab. | CAT Ab. | NED 12 | GER 17  | GBR 9   | CZE 14  | IND 21 | RSM 12  | POR Ab. | AUS 7   | MAL Ab. | VAL 7   |         |         | 14e | 54     |
| 2010  | 125 cm3 | Derbi        | QAT 2  | SPA Ab. | FRA 4  | ITA 5   | GBR 11  | NED Ab. | CAT 5  | GER 8   | CZE Ab. | IND 4   | RSM 3  | ARA 4   | JPN Ab. | MAL 4   | AUS 4   | POR 8   | VAL 8   |         | 5e  | 152    |
| 2011  | 125 cm3 | Derbi        | QAT 4  | SPA 9   | POR 6  | FRA 3   | CAT 5   | GBR 5   | NED 7  | ITA 4   | GER Ab. | CZE Ab. | IND 6  | RSM 3   | ARA 4   | JPN Ab. | AUS 4   | MAL 11  | VAL 4   |         | 7e  | 160    |
| 2012  | Moto3   | Honda        | QAT 16 |         |        |         |         |         |        |         |         |         |        |         |         |         |         |         |         |         | 10e | 93     |
| 2012  | Moto3   | FTR Honda    |        | SPA Ab. | POR 5  | FRA DNS | CAT Ab. | GBR 5   | NED 9  | GER 5   | ITA 6   | IND Ret | CZE 25 | RSM 7   | ARA 5   | JPN 9   | MAL 8   | AUS 8   | VAL Ab. |         | 10e | 93     |
| 2013  | Moto3   | Mahindra     | QAT 10 | AME 14  | SPA 8  | FRA DNS | ITA DNS | CAT 5   | NED 12 | GER 6   | IND Ab. | CZE 11  | GBR 10 | RSM 12  | ARA 10  | MAL Ab. | AUS 7   | JPN Ab. | VAL 5   |         | 9e  | 82     |
| 2014  | Moto3   | Honda        | QAT 3  | AME 3   | ARG 6  | SPA 2   | FRA 6   | ITA 12  | CAT 3  | NED 6   | GER 6   | IND 1   | CZE 8  | GBR Ab. | RSM 10  | ARA 13  | JPN 2   | AUS 4   | MAL 1   | VAL 6   | 4e  | 222    |
| 2015  | Moto3   | Honda        | QAT 8  | AME 3   | ARG 2  | SPA 5   | FRA Ab. | ITA Ab. | CAT 3  | NED Ab. | GER 2   | IND Ab. | CZE 4  | GBR 9   | RSM Ab. | ARA 4   | JPN 10  | AUS 2   | MAL Ab. | VAL Ab. | 8e  | 155    |
| 2016  | Moto2   | Suter        | QAT 22 | ARG 26  |        |         |         |         |        |         |         |         |        |         |         |         |         |         |         |         | 39e | 0      |

### Statistiques par catégorie
| Catégorie | Année     | 1er GP   | 1er Podium | 1re Victoire | Courses | Victoires | Podiums | Pole | M.tours¹ | Points | Titres |
| --------- | --------- | -------- | ---------- | ------------ | ------- | --------- | ------- | ---- | -------- | ------ | ------ |
| 250 cm3   | 2007      | GBR 2007 |            |              | 10      | 0         | 0       | 0    | 0        | 1      | 0      |
| 125 cm3   | 2008-2011 | QAT 2008 | QAT 2010   |              | 65      | 0         | 4       | 0    | 1        | 397    | 0      |
| Moto3     | 2012-2015 | QAT 2012 | QAT 2014   | IND 2014     | 67      | 2         | 12      | 1    | 3        | 552    | 0      |
| Moto2     | 2016      | QAT 2016 |            |              | 2       | 0         | 0       | 0    | 0        | 0      | 0      |
| Total     | 2007-2016 |          |            |              | 144     | 2         | 16      | 1    | 4        | 950    | 0      |

## Palmarès

### Victoire en Moto3: 2
| Année | Lieu du Grand Prix             | Circuit                         | Ville        |
| ----- | ------------------------------ | ------------------------------- | ------------ |
| 2014  | Grand Prix moto d'Indianapolis | Indianapolis Motor Speedway     | Indianapolis |
| 2014  | Grand Prix moto de Malaisie    | Circuit international de Sepang | Sepang       |